# 既成左翼
既成左翼（きせいさよく）とは、新左翼の側から見た、もともと存在した左翼に対する呼称。日本では旧日本社会党（現：新社会党、社会民主党、立憲民主党〈社会民主主義フォーラム・サンクチュアリ〉）と日本共産党が該当する。広義では日本労働者階級解放闘争同盟もこれに含める事がある。新左翼からは、「最早左翼ではなくなった」というやや侮蔑的な意味を込めて「旧左翼」（英語:Old Left）とも言われる。このため旧日本社会党、共産党関係者が、自分たちで既成左翼ということはない。

## 概要
過激な運動は避け、議会や民主主義を尊重した柔和な政策を採る。既成左翼は武力革命や武装闘争を否定し、議会を通じて漸進的に政治を動かそうとする。しかし、このことが新左翼側からの「修正主義」もしくは「改良主義」という批判を生んだ。
日本共産党は結党以降しばらく（大まかに言って徳田球一、野坂参三が指導者を務めていた時代）は「人民」という言葉を使用していたが、現在では他党と同じく「国民」という言葉に置き換わっている。また、日本の既成左翼は現在では「革命」という言葉もあまり使用しない。日本共産党と社会民主党は、日本国憲法を守ること（特に9条と25条）を重視し、特に日本共産党は護憲思想を持つ法曹界との連携も図っている。日本共産党機関紙「しんぶん赤旗」の日刊紙では自己定義として「革命政党」という言葉が時折登場するが、しんぶん赤旗日曜版や日本共産党発行のビラ、ポスターでは「革命」という用語は全くと言っていいほど使われない。もっぱら「憲法を守る」「暮らしを守る」といった言葉が使われている。
しかし警察庁は、日本共産党は現在も「革命」そのものは放棄しておらず、あくまで現在の路線は、党指導部によるソフトイメージ戦略の賜物であって、共産主義革命を目指す組織のひとつであることには間違いない、としている。
対する新左翼は、より極左路線で、激しい運動を展開。武装闘争路線を含み、「闘う左翼」を自称して、既成左翼を批判している。特に、革マル派は自派の機関紙「解放」で、日本共産党を毎度のごとく批判している。ただ、旧第四インターナショナル（かけはし）のように武装闘争、非合法活動を停止し、日本共産党、社会民主党に代わる新しい左翼政党をつくろうとしているセクトもあるし、もともと武装闘争や過激な活動をしていないセクトもあるため、すべての日本の新左翼が「過激派」（警察用語「極左暴力集団」）という範疇には決して括れない。